# Braillans
Braillans é uma comuna francesa na região administrativa de Borgonha-Franco-Condado, no departamento de Doubs. Estende-se por uma área de 1,95 km². Em 2010 a comuna tinha 211 habitantes (densidade: 108,2 hab./km²).